# بریکاما با
بریکاما با (به لاتین: Brikama Ba) یک منطقهٔ مسکونی در گامبیا است که در Central River Division واقع شده‌است. بریکاما با ۴٬۳۴۳ نفر جمعیت دارد.